# 河西鮮卑
河西鲜卑，源自拓跋部，和北魏拓跋氏同宗。始祖匹孤率其部自塞北迁居河西。其地东至麦田、率屯，西至湿罗，南至浇河，北接大漠。匹孤的儿子寿阗开始姓秃发。秃发寿阗的孙子秃发树机能，在西晋泰始侵入寇秦州，杀刺史胡烈，又击败凉州的军队，尽有凉州之地。晋武帝遣马隆击败秃发树机能，秃发树机能被部下所杀。堂弟秃发务丸传至其孙秃发思复鞬。秃发复鞬子秃发乌孤，建立南凉。经历弟弟秃发利鹿孤、秃发傉檀，被西秦乞伏炽磐所灭。

## 河西鮮卑首领
| 姓名       | 在位時间     |
| ---------- | ------------ |
| 禿髮匹孤   | 210年－231年 |
| 禿髮壽闐   | 231年－252年 |
| 禿髮樹機能 | 252年－279年 |
| 禿髮務丸   | 279年－？    |
| 禿髮推斤   | ？－365年    |
| 禿髮思復鞬 | 365年－？    |